# Однажды в медовый месяц
«Однажды в медовый месяц» (англ. Once Upon a Honeymoon) — комедийный драматический фильм 1942 года с Кэри Грантом, Джинджер Роджерс и Вальтером Слезаком в главных ролях, снятый Лео МакКэри и выпущенный RKO Radio Pictures. Он был номинирован на премию Оскар за лучшую звукозапись, сделанную Стивеном Данном.

## Сюжет
В дни, предшествующие Второй мировой войне, американка Кэти О'Хара (Джинджер Роджерс), исполнительница бурлеска, маскирующаяся под светскую даму "Кэтрин Батт-Смит" (произнесенную "Бьют-Смит), собирается выйти замуж за австрийского барона фон Любера (Вальтер Слезак). Иностранный корреспондент Пэт О'Тул (Кэри Грант) подозревает фон Любера в том, что он сочувствует нацистам, и безуспешно пытается получить обманом информацию от Кэти, но это настораживает фон Любера.
Неустрашимый О'Тул следует за парой в Прагу, где О'Хара и фон Любер женятся. После аннексии Чехословакии Германией фон Любер отправляется в Варшаву, где барон продает оружие польскому генералу Борельскому (Альберту Бассерманну). О'Тул предупреждает генерала об опасности доверять фон Люберу. Когда генерал испытывает оружие, он понимает, что его провели, и планирует уведомить свое правительство. Когда немцы вторгаются в Польшу, оружие оказывается бракованным. Фон Любер арестовывают, но он говорит своей молодой невесте не беспокоиться, потому что никто не сможет свидетельствовать против него. Вскоре после этого генерала убивают вместе с молодым нацистом, которого барон решил принести в жертву. Пока барон находится в тюрьме, О'Хара и О'Тул решают бежать из страны. Однако О'Хара отдаёт свой паспорт своей еврейской горничной Анне, чтобы женщина и двое ее детей могли сбежать из страны. О'Хара и О'Тул сбегают в Норвегию, Голландию и Бельгию (которые впоследствии попадают в руки немцев), а затем в Париж.
В Париже О'Хара и О'Тул отправляются сделать новые паспорта. Они встречают Гастона Ле Бланка (Альберта Деккера), американского контрразведчика, изображающего из себя фотографа. Леблан уговаривает О'Хару вернуться к барону и работать шпионить за ним. Фон Любер становится подозрительным из-за постоянных вопросов О'Хары. О'Тул соглашается транслировать пронацистскую пропаганду после того, как барон угрожает передать О'Хару гестапо. Затем с О'Тулом связывается американская контрразведка, которая просит его принять предложение и предать барона. Когда О'Хара находит Леблана, которого застрелили два нацистских агента, её помещают под домашний арест. Анна находит ее в отеле и помогает ей сбежать. О'Тул выходит в эфир, но после того, как О'Хара появляется в студии, он ловко умудряется выставить всё так, будто барон пытается свергнуть Гитлера. Фон Любер арестовают, а Пэт и Кэти убегают.
Они садятся на корабль в Америку, но Кэти позже сталкивается на борту с фон Любером; Барон смог отвертеться его от неприятностей. Теперь он направляется в Соединенные Штаты, чтобы продолжить свою подрывную деятельность. Во время схватки фон Любер падает за борт. О'Хара убежадает О'Тула рассказать об этом капитану. Капитан поворачивает корабль в поисках фон Любера, но когда О'Хара говорит, что Фон Любер не умеет плавать, капитан радостно берёт курс к Америке.

## В ролях
- Кэри Грант — Патрик "Пэт" О'Тул
- Джинджер Роджерс — Кэти О'Хара / Кэтрин Батт-Смит / Баронесса фон Любер
- Вальтер Слезак — барон Франц фон Любер
- Альберт Деккер — Гастон Ле Блан
- Альберт Бассерман — генерал Борельски
- Ферике Борос — Эльза
- Джон Баннер — германский капитан фон Кляйнох
- Гарри Шэннон — Эд Камберлэнд
- Наташа Литесс — Анна
- Эмори Парнелл — Квислинг

## Производство
«Однажды в медовый месяц» стал первым американским фильмом Вальтера Слезака.

## Реакция
Фильм стал хитом и принес компании RKO прибыль в 282,000 USD.